# Geir Andersen
Pour les articles homonymes, voir Andersen.
Geir Andersen, né le 12 février 1964 à Oslo, est un coureur norvégien du combiné nordique. Il est le frère d'Espen Andersen.

## Biographie
Geir Andersen choisit le combiné nordique à l'âge de seize ans et devient triple champion de Norvège chez les juniors (ausis une fois en saut à ski). Il pratique ce sport dans le cadre de son service militaire.
Il obtient son premier résultat international, lorsqu'il devient vice-champion du monde junior en individuel en 1983.
Il est parmi les participants de la première saison de la Coupe du monde en 1983-1984, prenant la troisième place à Schonach pour ses débuts. Après trois autres podiums à Falun, Lahti et Oslo, il occupe le troisième rang au classement général, qui est remporté par son compatriote Tom Sandberg. En 1984, il prend part à son unique édition des Jeux olympiques à ceux de Sarajevo, se classant dixième en individuel. Comme l'épreuve par équipes n'est pas disputée aux Jeux olympiques, elle est programmée en tant qu'elle aux Championnats du monde à Rovaniemi, où il gagne le titre avec Hallstein Bøgseth et Tom Sandberg.
Il remporte la deuxième édition de la Coupe du monde en 1985, gagnant quatre manches durant cette saison dont la première à Planica. Aux Championnats du monde à Seefeld, il remporte la médaille d'argent de la compétition individuelle, qui est gagnée par Hermann Weinbuch et également sur celle par équipes. Il prolonge sa carrière internationale jusqu'en 1989.
Il devient aussi double champion de Norvège en 1985 et 1986.

## Palmarès

### Jeux olympiques
| Épreuve / Édition | Sarajevo 1984 |
| Individuel        | 10e           |

### Championnats du monde
| Épreuve / Édition | Rovaniemi 1984 | Seefeld 1985 |
| Individuel        |                | Argent       |
| Par équipes       | Or             | Argent       |

### Coupe du monde
- 1 globe de cristal : Vainqueur de la Coupe du monde 1985.
- 14 podiums individuels : 5 victoires, 4 deuxièmes places et 5 troisièmes places.
- 2 victoires en épreuve par équipes.

#### Détail des victoires
| Année | Lieu                                                                               |
| 1985  | Planica (Yougoslavie), Saint-Moritz (Suisse), Léningrad (URSS) et Lahti (Finlande) |
| 1986  | Tarvisio (Italie)                                                                  |

#### Différents classements en Coupe du monde
| Année     | Classement général final |
| 1983-1984 | 3e                       |
| 1984-1985 | 1er                      |
| 1985-1986 | 3e                       |
| 1987-1988 | 20e                      |
| 1988-1989 | 16e                      |